# Dicranomyia (Dicranomyia) clathrata
Dicranomyia (Dicranomyia) clathrata is een tweevleugelige uit de familie steltmuggen (Limoniidae). De soort komt voor in het Palearctisch gebied.